# 케이시 라보

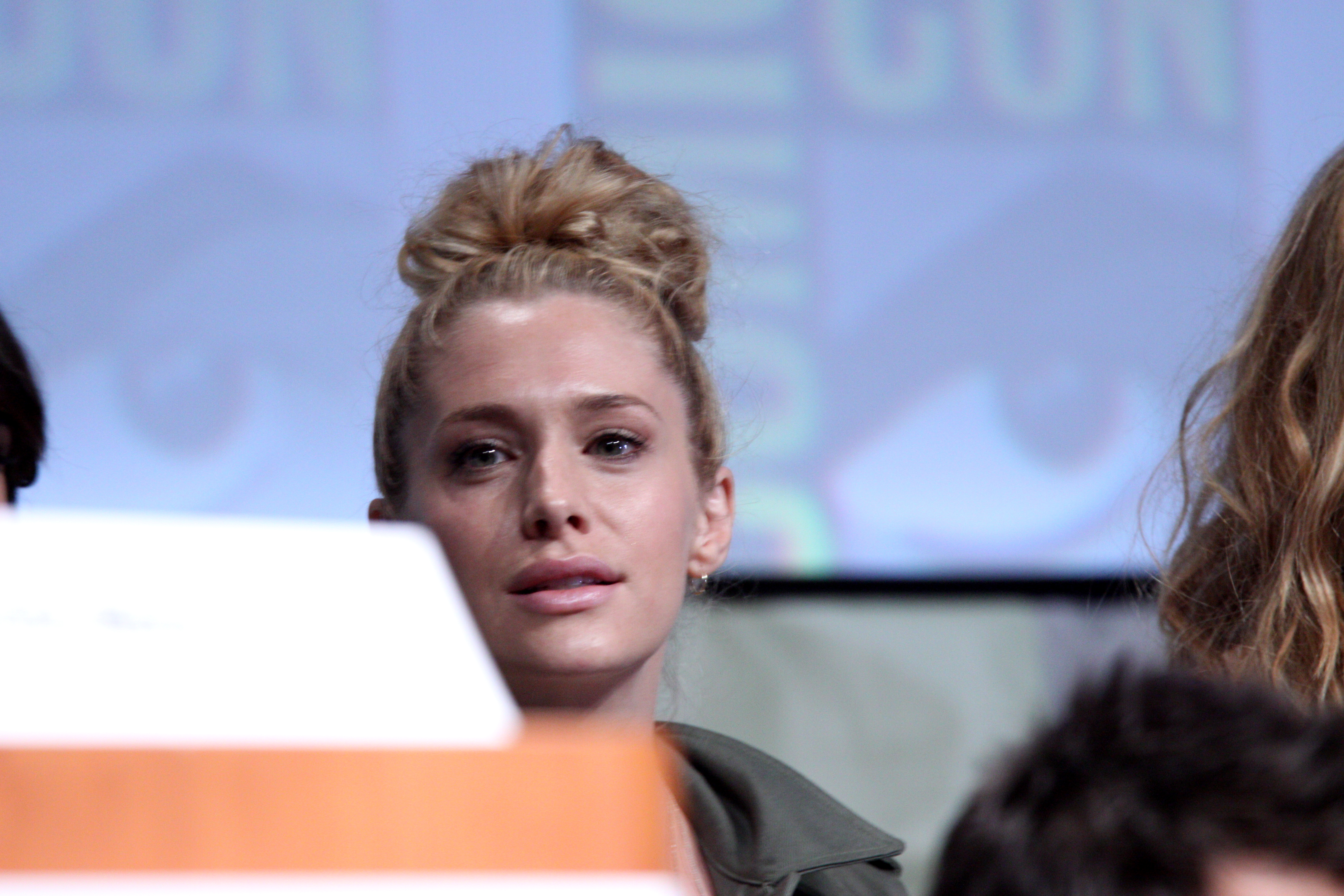

케이시 러보(Casey LaBow, 1981년 8월 14일 ~ )는 미국의 영화 제작자, 배우배우이다.
뉴욕에서 태어났다.

## 출연 작품
- 가슴 노출을 허하라! (2014년)
- 플러쉬 (2013년) - 에비 역
- 브레이킹 던 part2 (2012년) - 케이트 역
- 하이드 어웨이 (2011년)
- 브레이킹 던 part1 (2011년) - 케이트 역
- 스케이트랜드 (2010년)
- The Unknown (2005) - 쉐어 랜더스 역

### 텔레비전
- 문라이트 (2007)
- CSI: 뉴욕 (2008-09)